# رستم أباد (حسين أباد كردها)
رستم أباد (بالفارسية: رستم‌آباد) هي منطقة سكنية تقع في إيران في البلدة المركزية. يقدر عدد سكانها بـ 307 نسمة .